# For Those Who Have Heart
For Those Who Have Heart är post-hardcore-gruppen A Day to Remembers andra studioalbum. Det släpptes 23 januari 2007.

## Låtlista
1. "Fast Forward to 2012" – 1:33
2. "Speak of the Devil" – 3:23
3. "The Danger in Starting a Fire" – 3:02
4. "The Plot to Bomb the Panhandle" – 4:04
5. "Monument" – 3:48
6. "The Price We Pay" – 2:43
7. "Colder Than My Heart, If You Can Imagine" – 4:03
8. "Show 'Em the Ropes" – 3:23
9. "A Shot in the Dark" – 3:52
10. "Here's to the Past" – 3:59
11. "I Heard It's the Softest Thing Ever" – 4:06
12. "Start the Shooting" – 4:44

## Nyutgåva
Skivan släpptes i en ny version 19 februari 2008. Omsläppet hade nytt omslag, två nyinspelning av låtar från deras första album And Their Name Was Treason ("Heartless" och "You Should've Killed Me When You Had the Chance"), en cover på Kelly Clarksons låt "Since U Been Gone" samt en bonus-DVD med en spelning från bandets hemstad Ocala.

### Nyutgåvans låtlista
1. "Fast Forward to 2012" – 1:33
2. "Speak of the Devil" – 3:23
3. "The Danger in Starting a Fire" – 3:02
4. "The Plot to Bomb the Panhandle" – 4:04
5. "Monument" – 3:48
6. "The Price We Pay" – 2:43
7. "Colder Than My Heart, If You Can Imagine" – 4:03
8. "Show 'Em the Ropes" – 3:23
9. "A Shot in the Dark" – 3:52
10. "Here's to the Past" – 3:59
11. "I Heard It's the Softest Thing Ever" – 4:06
12. "Start the Shooting" – 4:44
13. "Heartless" (Bonuslåt) - 3:00
14. "You Should've Killed Me When You Had The Chance" (Bonuslåt) - 3:40
15. "Since U Been Gone" (Bonuslåt) - 3:18
16. "Why Walk On Water When We've Got Boats" (Bonuslåt) - 1:54